# Milene Domingues
Milene Domingues Aganzo (* 18. Juni 1979 in São Paulo) ist ein brasilianisches Model und ehemalige Fußballspielerin. 

## Karriere (Fußball)
Von 2002 bis 2004 spielte sie in der Frauenmannschaft des spanischen Erstligisten Rayo Vallecano. Zu dieser Zeit war sie die teuerste Spielerin in Spanien, ihr Marktwert belief sich auf ca. 300.000 Euro.
Vorher war Milene beim italienischen Frauenfußballverein ASD Fiammamonza beschäftigt. Nach ihrem Engagement bei Vallecano spielte sie bei den beiden spanischen Fußballvereinen AD Torrejón CF und CF Pozuelo de Alarcón.
Ihr größter sportlicher Erfolg war die Teilnahme an der Fußball-Weltmeisterschaft im Jahr 2003 mit der brasilianischen Nationalmannschaft.
Milene Domingues hält den Keepie-uppie-Weltrekord (d. h. Halten des Balles mit Fuß, Knie, Brust, Schultern und Kopf, ohne dass der Ball den Boden berührt) für Frauen mit 55.188 Berührungen in 9 Stunden und 6 Minuten.

## Privat
Milene Domingues war von Dezember 1999 bis September 2003 mit dem Fußballspieler Ronaldo in erster Ehe verheiratet. Der gemeinsame Sohn Ronald wurde am 6. April 2000 geboren. Mittlerweile ist Milene Domingues mit dem spanischen Fußballspieler David Aganzo in zweiter Ehe verheiratet.